# Lipoptena arianae
Lipoptena arianae är en tvåvingeart som beskrevs av Maa 1969. Lipoptena arianae ingår i släktet Lipoptena och familjen lusflugor. Inga underarter finns listade i Catalogue of Life.